# Pont Mosca
Le pont Mosca est un pont historique à Turin, région du Piémont, en Italie. Ce fut le premier pont en pierre construit dans la ville. Le pont est érigé sur la Doire Ripaire. 

## Histoire
Le projet de pont sur la Dora est d'abord demandé par Napoléon en 1807. Mais il devint réalité en 1818, lors du projet de rénovation urbaine. L'architecte Carlo Bernardo Mosca a été chargé d'un pont en pierre pour remplacer la structure en bois antérieure. Les travaux démarrent en 1823 et la construction est achevée en 1830. 

## Galerie

Pont Mosca
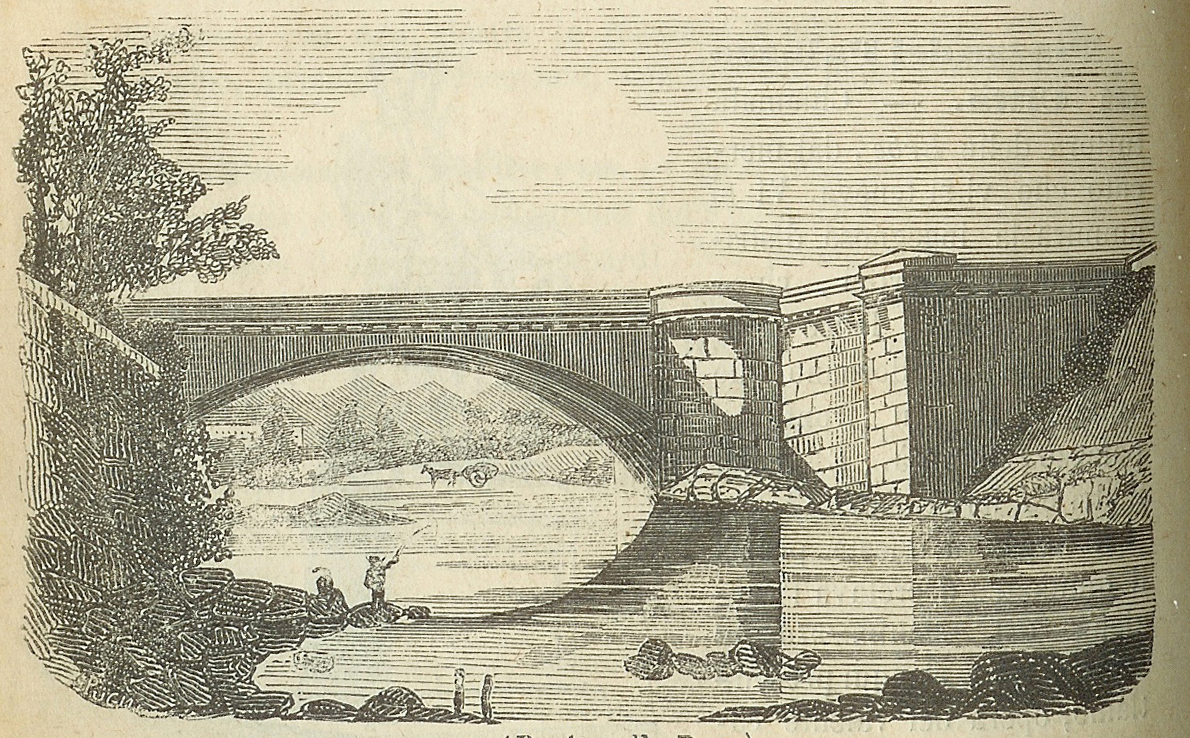
Gravure publiée en 1852
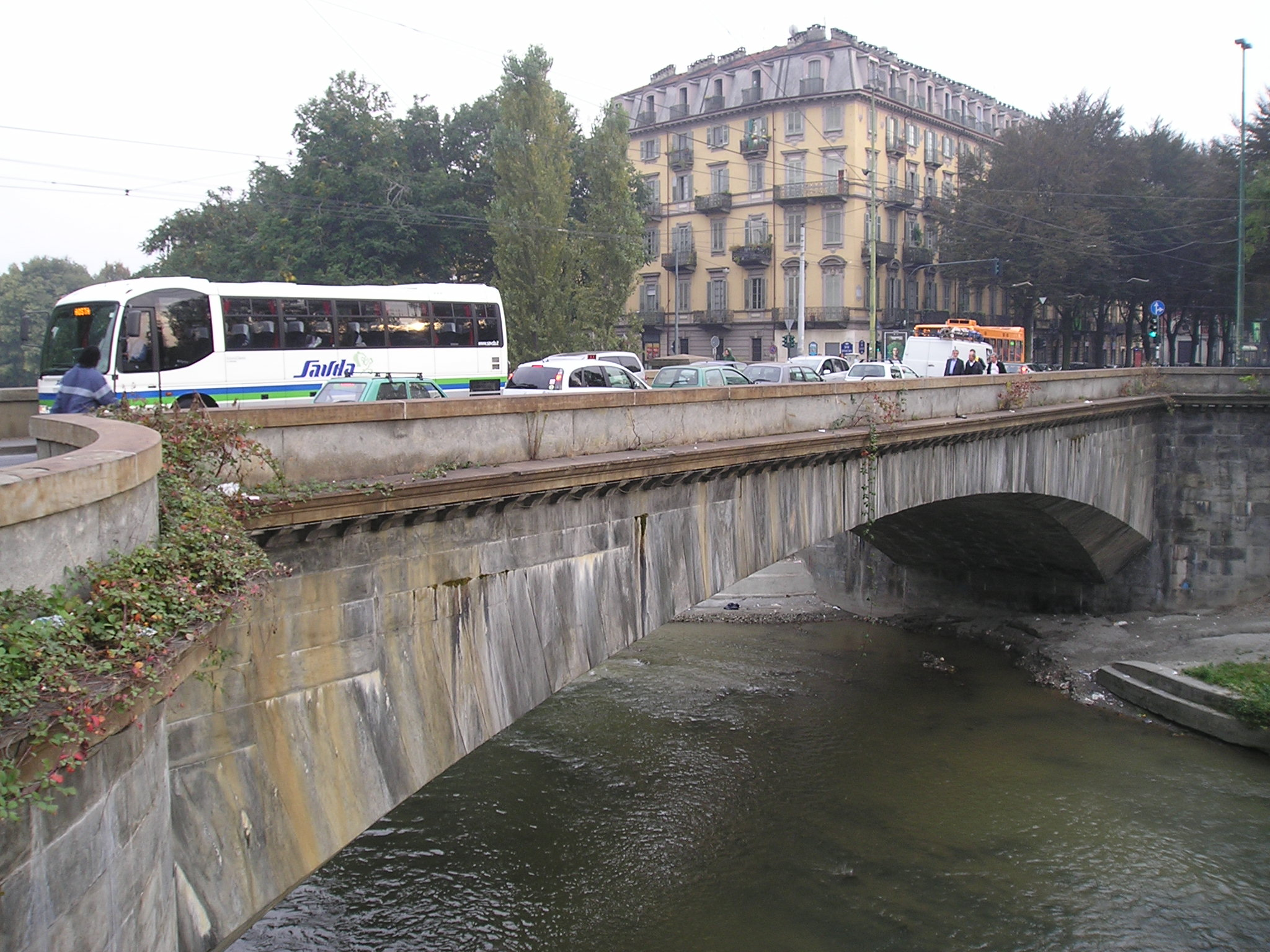
Embouteillages sur le pont
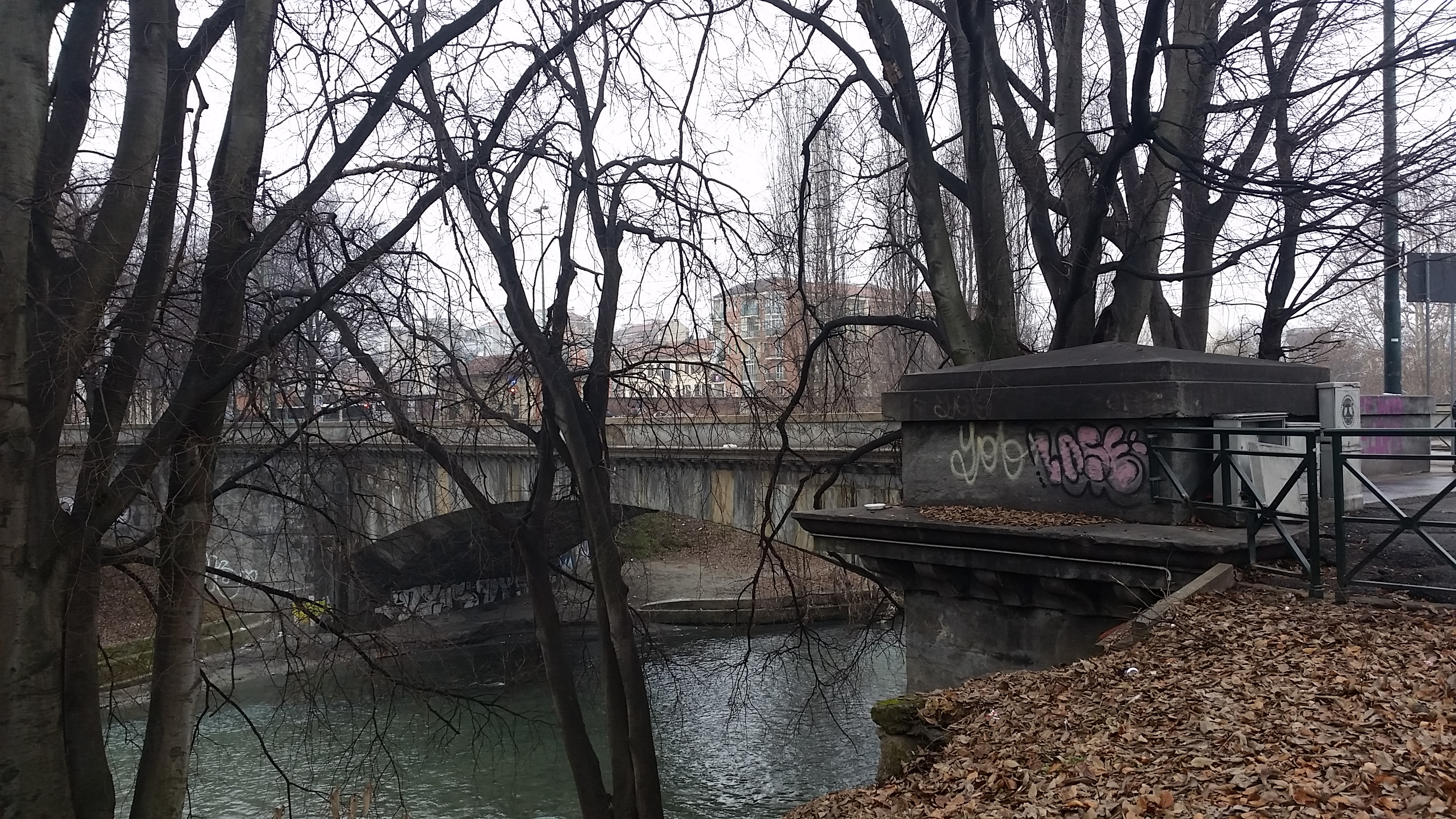
Vue de l'est
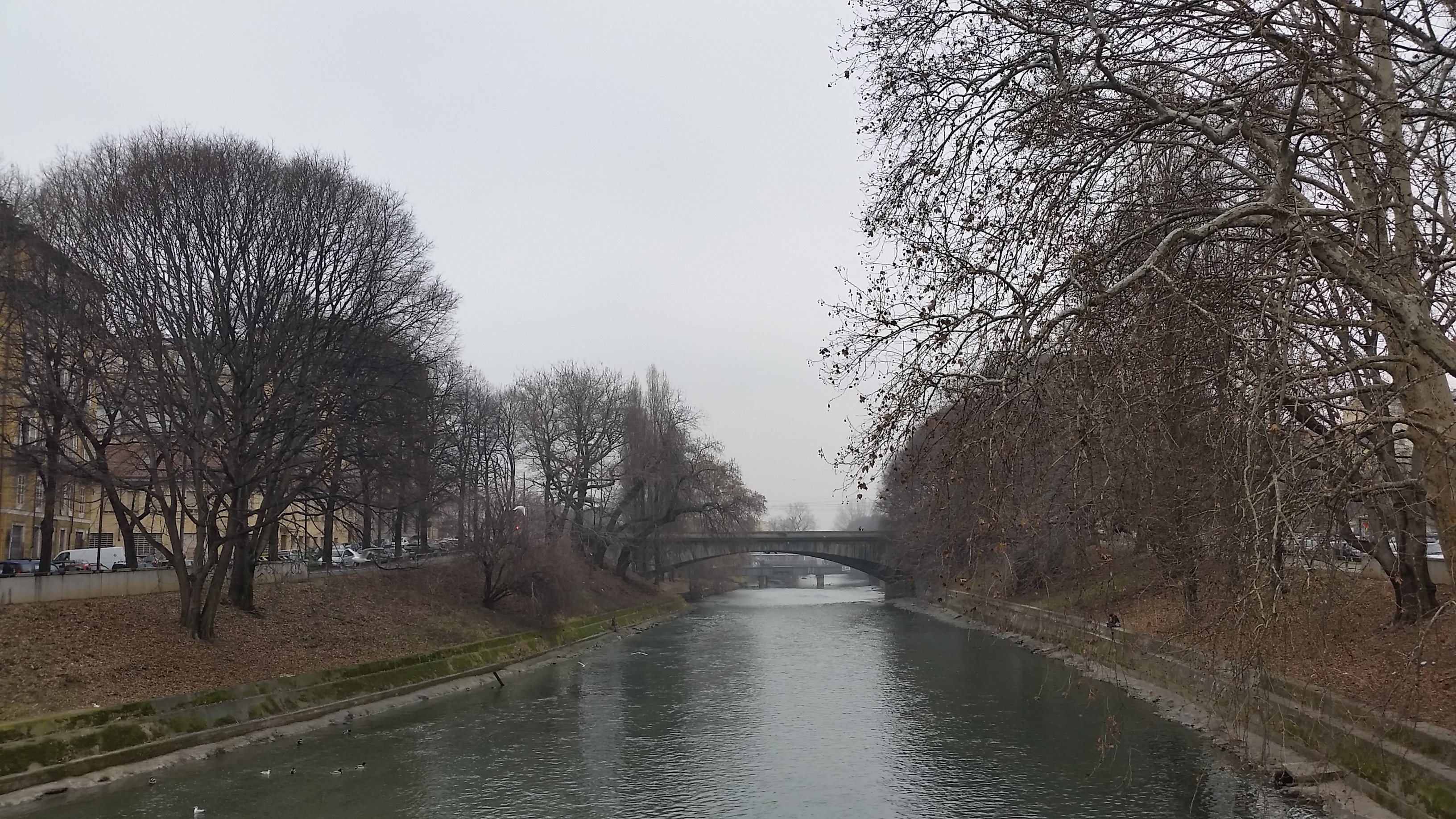
Vue panoramique